# Andelsbuch
Andelsbuch (alemansky Andelschpue) je rakouská obec v okrese Bregenz ve spolkové zemi Vorarlbersko. Žije zde přibližně 2 600 obyvatel.

## Geografie
Andelsbuch se nachází v nejzápadnější spolkové zemi Rakouska, Vorarlbersku, v okrese Bregenz v samém srdci Bregenzského lesa v nadmořské výšce 613 metrů. Od hlavního města Vídně je obec vzdálená přibližně 500 km. Z celkové rozlohy obce tvoří 41,2 % zemědělská půda, 36 % je zalesněno (převážně smíšený les), 16,9 % činí alpské louky, 2 % zástavba a zbytek ostatní plocha. Obec je tvořena pouze jedním katastrálním územím stejného jména – Andelsbuch.

### Sousední obce

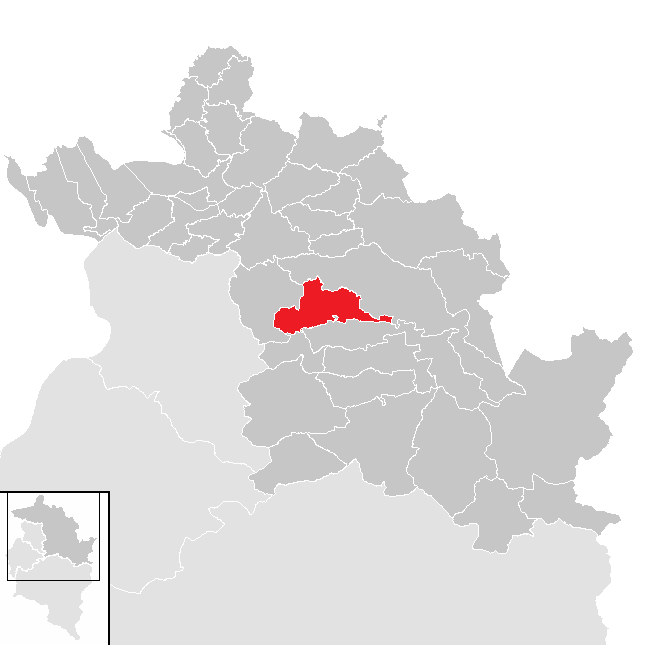
Poloha Andelsbuchu v rámci okresu Bregenz

Obec Andelsbuch hraničí se čtyřmi dalšími vorarlberskými obcemi, přičemž všechny také patří do politického okresu Bregenz. Jsou to obce Egg, Bezau, Reuthe a Schwarzenberg (vyjmenovány jsou ve směru hodinových ručiček, počínaje severem).

### Podnebí
Průměrná roční teplota v oblasti je 5 °C. Nejteplejším měsícem je červenec, kdy je průměrná teplota 16 °C, a nejchladnějším je leden s −8 °C. Průměrné roční srážky jsou 1 852 milimetrů. Nejdeštivějším měsícem je červen s průměrem 231 mm srážek a nejsušším březnem se 78 mm srážek.

## Historie

### Původ jména
Název Andelsbuch (ve starých spisech psáno Andoltisbuoch) má dvě části. První část názvu Andel (Andoltis) je nejspíše osobní jméno. Druhá část názvu obsahuje slovo pocházející ze staré horní němčiny případně ze střední horní němčiny: buoch. To je odvozeno od slova Buch, česky Buk. Název tedy lze přeložit jako "Andoltisův buk".

### Raná historie

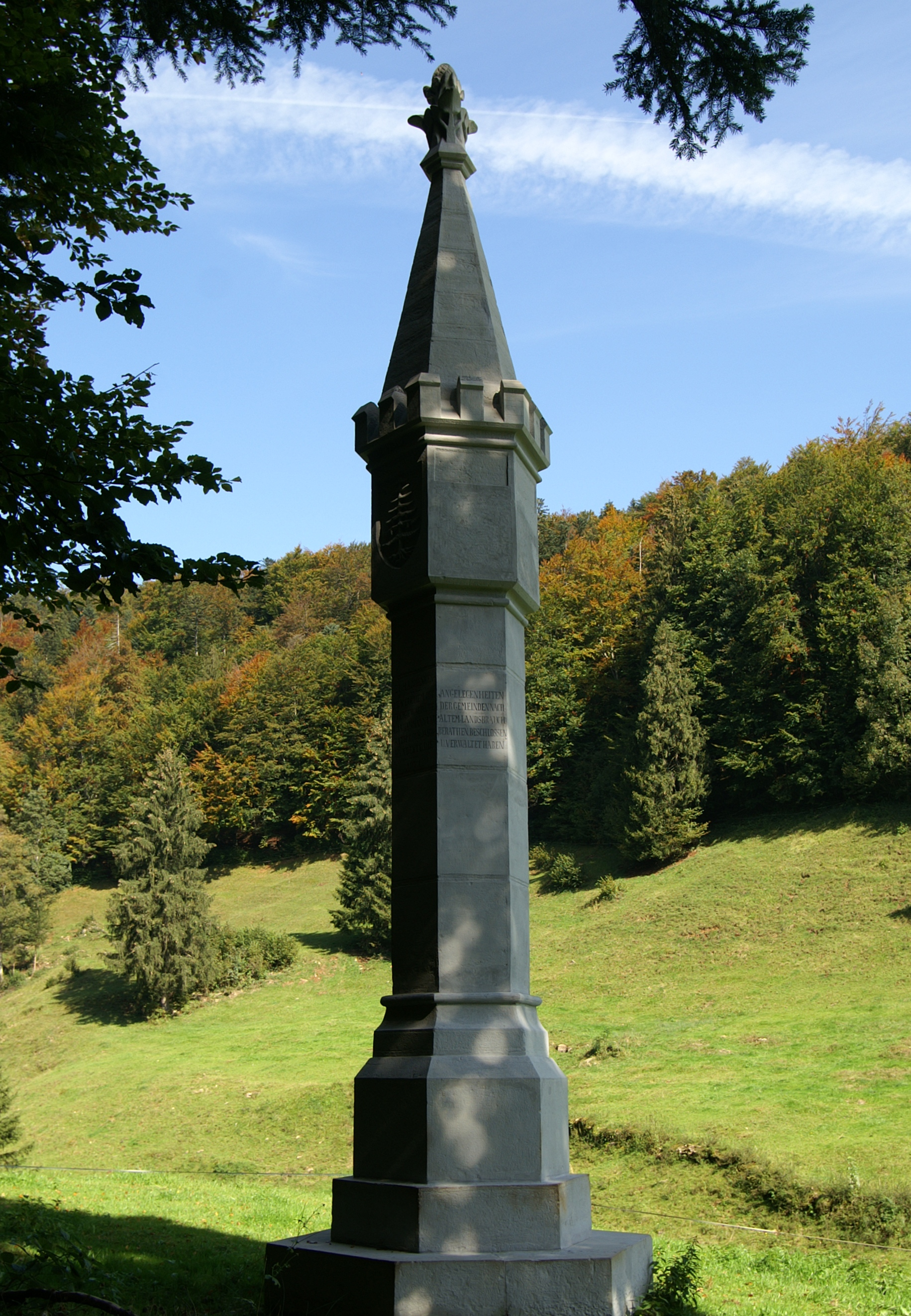
Sloup Bezegg-Sul

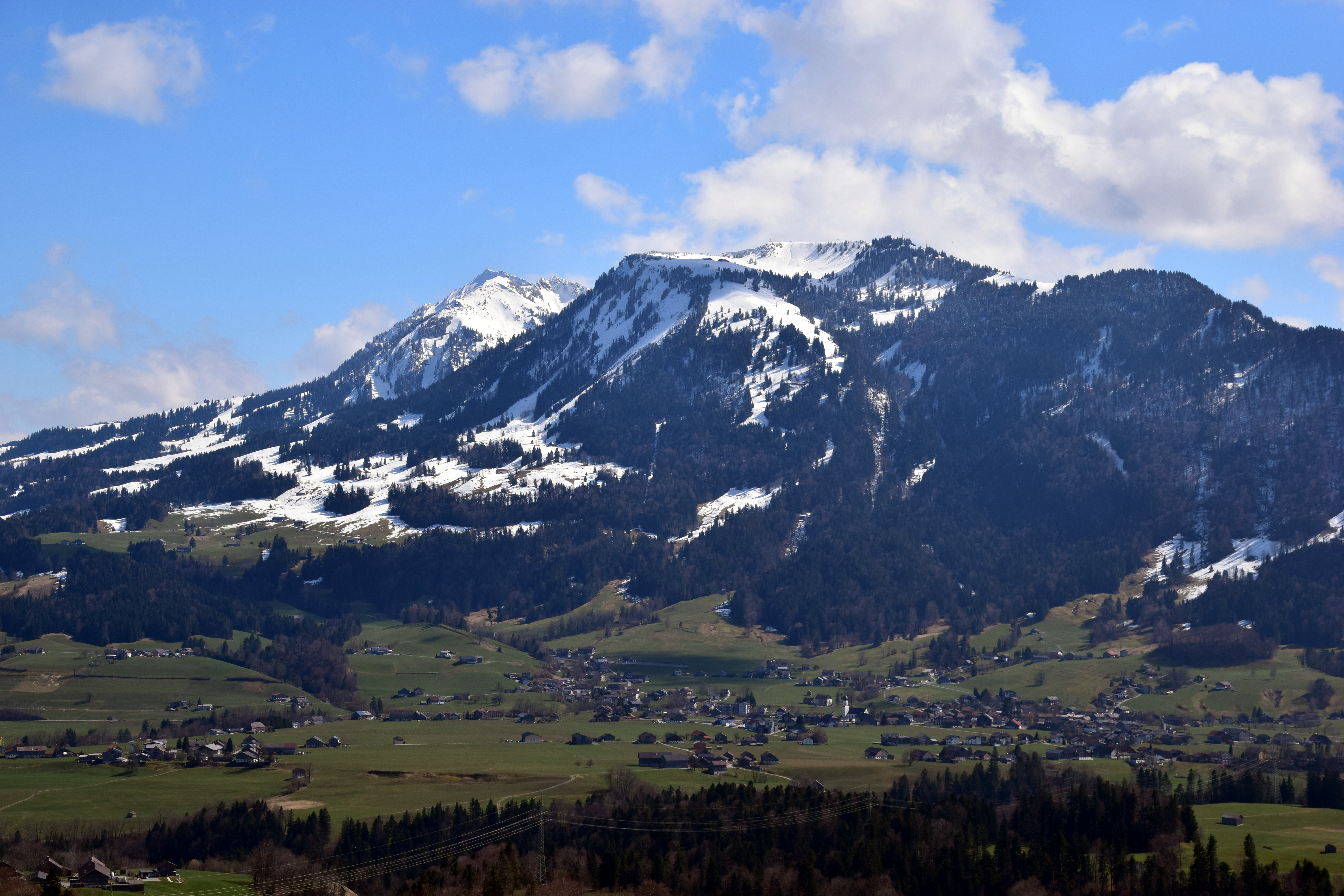
Andelsbuch, pohled ze schwarzenberské osady Maien; v pozadí oblast Vordere Niedere

V oblasti Andelsbuchu (tehdy zvaného "Andoltisbuoc") se v polovině 11. století usadil poustevník Diedo, pocházející pravděpodobně z rodu hrabat z Bregenzu (v čele s Ulrichem von Bregenz). Diedo před svou smrtí v roce 1080 postavil mnišskou celu a modlitebnu. V roce 1086 pak byl v Andelsbuchu založen klášter sv. Petra mnichy pocházejícími z kláštera Petershausen u Kostnice. Hrabě Ulrich von Bregenz († 1097) následně daroval opatu Theodorikovi (z Hirsau) vesnici Andelsbuch a Diedův chrámový poklad relikvií. Klášter byl již v roce 1092 přestěhován do Mehrerau u Bregenzu, ale hospodářský dvůr v Andelsbuchu přesto zůstal nadále v majetku kláštera.
Název Andelsbuch byl poprvé oficiálně zmíněn ve spisu Casus Monasterii Petrihusensis (Události v klášteře Petershausen) v polovině 12. století. K založení první místní farnosti došlo v roce 1170, i když byla nadále podřízena klášteru v Mehrerau. K farnosti Andelsbuch patřily také Reuthe, Bezau (do roku 1497) a Au („Jagdhausen“). V bule papeže Inocence IV. ze 17. září 1249 byly poprvé zmíněny jednotlivé osady v Andelsbuchu (Bersbuch, Unterbezegg, Moos a Heidegg) a podrobně popsán klášterní majetek.
Habsburkové ovládali jednotlivá místa ve Vorarlbersku střídavě z Tyrolska a z Předních Rakous (Freiburg im Breisgau). Hrabě Rudolf von Montfort-Feldkirch dal v roce 1375 Zadní Bregezský les (a tedy i Andelsbuch) do jejich zástavy. Dne 9. ledna 1380 byl Andelsbuch "trvale" předán do majetku Habsburkům spolu s celým Bregenzským lesem, Dornbirnem, Langeneggem a osadou Oberstaufen (dnes Německo), obyvatelům Bregenzského lesa však byla potvrzena jejich zvláštní svobodná práva. Rozvíjela se tak samospráva lesního rolnictva (tzv. selská republika) s vlastní svobodnou venkovskou komunitou, vlastní ústavou (zemský mrav) a tzv. vysokým a hrdelním právem. Dne 22. ledna 1397 se v Andelsbuchu konal první ověřitelný soudní den. Představeným soudu byl volen tzv. landammann, doslova zemský amman (úředník), většinou z nejváženějších rodin v Bregenzském lese. Landammann byl volen svobodně, jeho radnice se nacházela na místě zvaném Bezegg mezi obcemi Bezau a Andelsbuch. Zasedání tamní rady však bylo poprvé zmíněno teprve v dokumentu z roku 1522. Bezegg-Sul, kamenný sloup který zde dnes stojí, připomíná bývalou radnici.
Během Apenzellských válek byl Bregenzský les dobyt konfederací „Spolek nad jezerem“ („Bund ob dem See“), a Andelsbuch byl následně od 1. května 1406 až do 4. dubna 1408 jeho oficiálním členem.
Mariánská kaple v Andelsbuchu byla poprvé zmíněna v roce 1472. Postavena byla nejspíše na místě, kde byl pohřben poustevník Diedo. Výdajová klášterní kniha Carta fundatorum Monasterii nostri Prigantini z roku 1519 od Jakoba Mennela, dvorního historika císaře Maxmiliána I., podává zprávu o uctívání Dieda a jeho hrobu v Andelsbuchu. Ke zboření kaple došlo pravděpodobně kolem roku 1718 při rozšíření farního kostela. Od roku 1546 se v Andelsbuchu konaly první čarodějnické procesy. V polovině 16. století (kolem roku 1570) bylo v Andelsbuchu založeno bratrstvo Diedovo. Toto nejstarší ze čtyř bratrstev v Andelsbuchu existovalo přibližně do konce 18. století.
5. dubna 1658 si Andelsbuch koupil svobodu od kláštera v Mehrerau. Dne 21. června 1710 schválil generální vikář kostnické diecéze obnovu a rozšíření farního kostela v Andelsbuchu. Stavební činnost poté probíhala až do roku 1718, avšak teprve v roce 1771 bylo oficiálně založeno samostatné kaplanství a ustanoven kaplan pro Andelsbuch.
V roce 1788 byl v obci postaven první chudobinec. Dvanáct dárců z Andelsbuchu založilo dne 6. června 1854 „nadaci pro chudobinec“, kterou v roce 1871 převzaly milosrdné sestry sv. Vincence (odtud také pozdější název Vinzenzheim). „Nadace pro chudobinec“ byla rozpuštěna v roce 1939 a obnovena v roce 1948.
Z obecních záznamů z doby kolem roku 1764 lze usuzovat, že v Andelsbuchu již tou dobou byly lázně (dnes existují pod názvem Stahlbad). Místní řemeslníci založili 6. ledna 1791 vlastní řemeslný cech (zaštiťující řemeslný cech pro Bregenzský les byl založen již v letech 1707/1708 a zrušen v roce 1879). K založení cechu zde došlo poměrně pozdě, jelikož v sousední vesnici Egg se tak stalo už roku 1754. Od roku 1804 byl andelsbuchský Hostinec Holub (Gasthof Taube) tzv. cechovní hospodou.

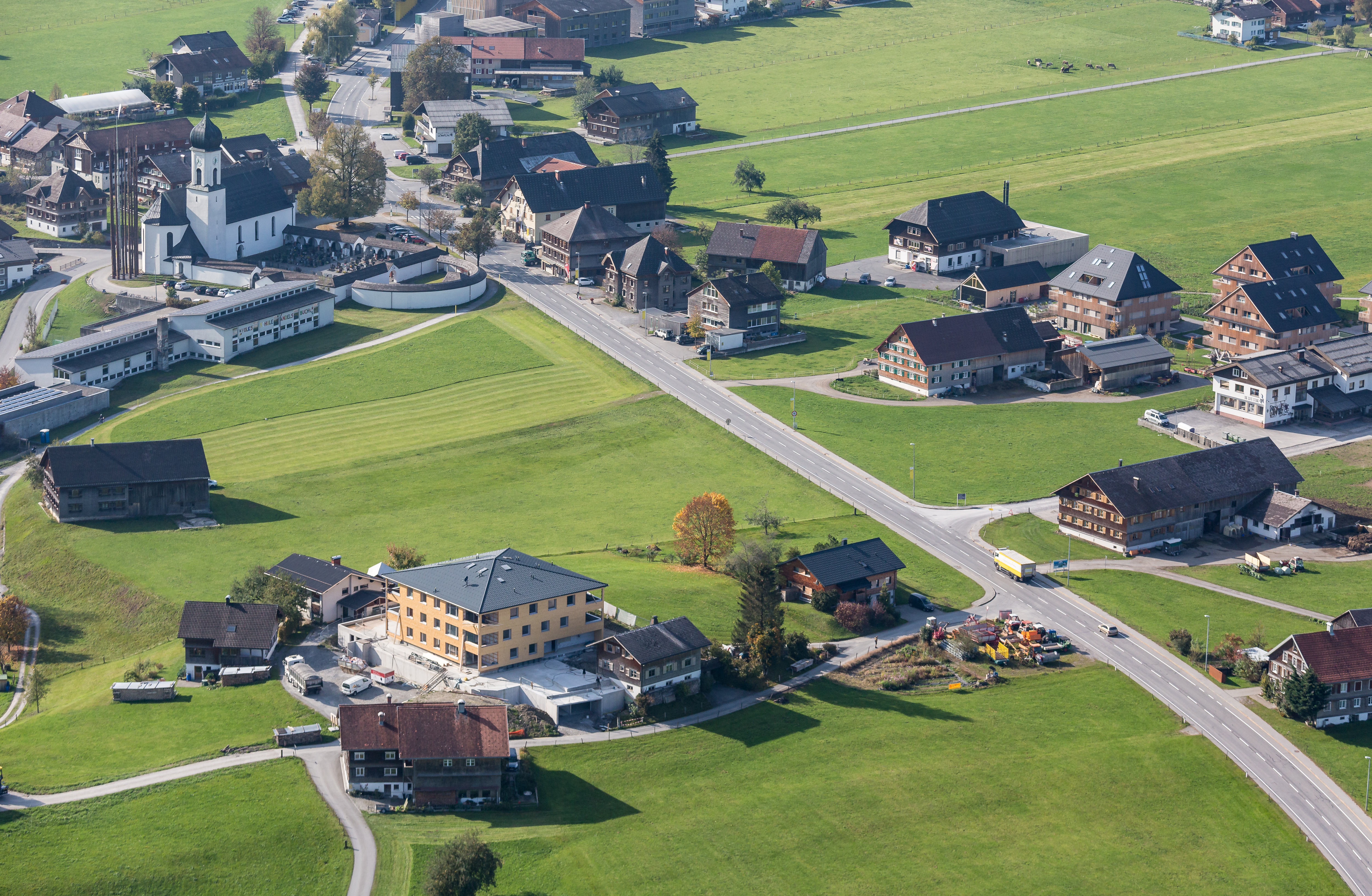
Historické centrum obce, Hostinec Holub stojí naproti kostelu (přes cestu)

V napoleonském období mezi lety 1805 a 1814 byla oblast Vorarlberska připojena k Bavorsku (následkem čtvrtého Prešpurského míru) a v roce 1807 došlo v rámci bavorských soudních a správních reforem ke zboření radnice na Bezeggu. Pod bavorskou správou byla také v roce 1808 založeno katastrální území Andelsbuch, jehož podoba a rozloha se do dnešní doby prakticky nezměnila. V roce 1814 se obec vrátila zpět do správy Rakouska a od založení spolkové země Vorarlbersko v roce 1861 je její nedílnou součástí. V roce 1862 byla na základě císařského zákona o obcích založena politická obec Andelsbuch. V letech 1844 a 1845 došlo k rozšíření páteřní silnice z Alberschwende přes Egg do Andelsbuchu, kterážto byla v letech 1859 až 1861 prodloužena dále do Bezau.
Dne 20. srpna 1871 byl na Bezeggu odhalen sloup Bezegg-Sul na památku radnice, která zde stála po staletí. Roku 1871 byla přes řeku Bregenzer Ach postavena první lanovkový přívoz, který nahradil do té doby sloužící lodní a vorové přívozy. V roce 1879 byl založen místní Spolek na podporu nemocných a v roce 1882 Sbor dobrovolných hasičů v Andelsbuchu. Spořicí a úvěrové sdružení v Andelsbuchu (později Raiffeisenkasse) bylo založeno 3. prosince 1893 a činnost zahájilo 1. ledna 1894. Dne 4. dubna 1898 rozhodla valná hromada tohoto sdružení také o zřízení skladu zboží pro zásobování obyvatelstva. V roce 1977 se Raiffeisenkasse Egg, Schwarzenberg, Großdorf a Lingenau sloučily a vznikla tak Raiffeisenbank Mittelbregenzerwald (Raiffeisen banka pro Střední Bregenzský les). Chovatelský klub skotu Andelsbuch byl založen 28. ledna 1894 a jako cíl si stanovil obecné zvelebování chovu hospodářských zvířat.
Taneční sál v Andelsbuchu, ve kterém se po staletí třikrát ročně konal místní soud, byl zbořen aby uvolnil místo stavbě Bregenzerwaldské železnice.

### Nedávná historie

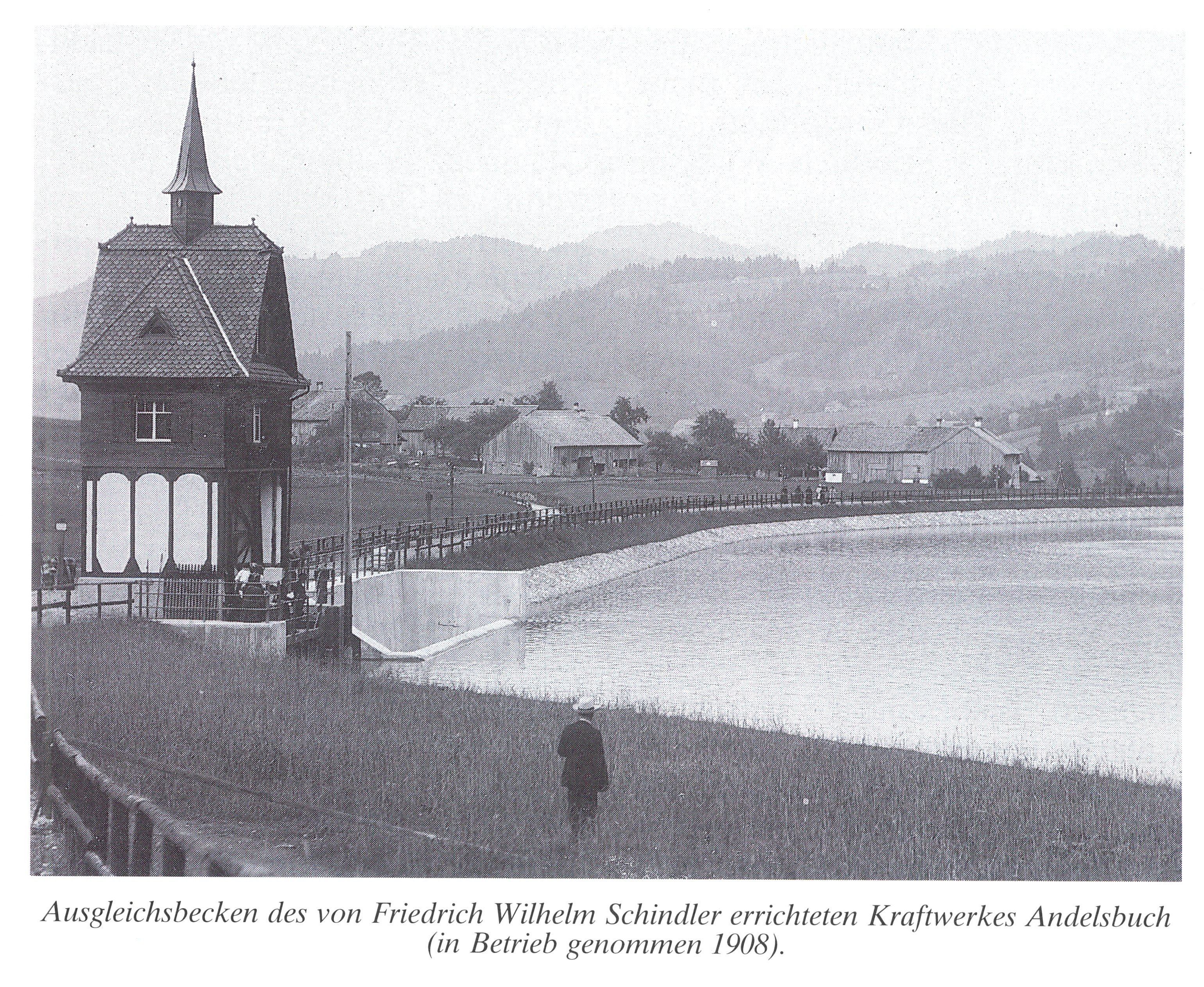
Vyrovnávací nádrž krátce po dokončení elektrárny v roce 1908

Elektrárna Andelsbuch byla uvedena do provozu v roce 1908 firmou Jenny & Schindler (dnes VKW) a ve stejném roce si také do Andelsbuchu našel cestu telefon.
Dosavadní "Gasthof Bad" ("Lázeňský hostinec"), postavený roku 1864, byl v roce 1925 převzat Milosrdnými sestrami, přejmenován na "Marienheim" a nadále provozován jako školící středisko pro řádové sestry a v létě jako penzion. K dalšímu prodeji budovy došlo teprve v roce 2006, následně se z ní stal obytný a kancelářský komplex.
Dne 9. dubna 1930 byl sloup Bezegg-Sul převzat do obecního znaku Andelsbuchu jako jeho hlavní symbol. První pozemková kniha obce Andelsbuch byla zřízena 1. prosince 1932 u okresního soudu v Bezau . Od 6. května 1945 až do roku 1955 bylo místo součástí francouzské okupační zóny v Rakousku.

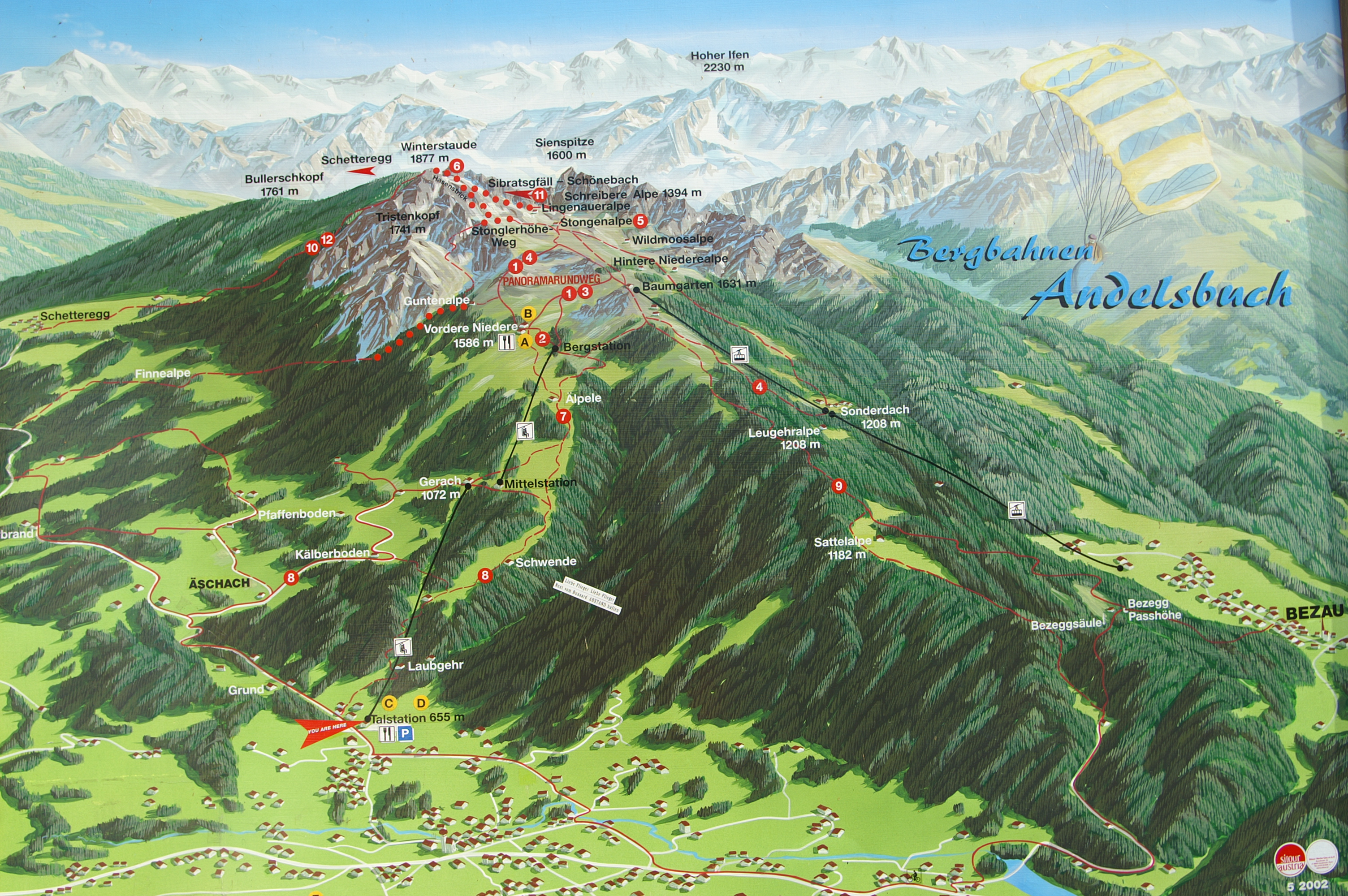
Lyžařský areál Andelsbuch

V letech 1969 až 1971 byl v oblasti Niedere vybudován nový lyžařský areál Bergbahnen Andelsbuch. V letech 1973-1976 byl renovován oltář ve farním kostele, k jeho slavnostnímu zasvěcení došlo již 30. června 1974. V roce 1980 oslavil Andelsbuch své 900. výročí.
Mezi tradiční příjmení v Andelsbuchu patří: Bär, Feuerstein, Feurstein, Fink, Geser, Lipburger, Mätzler, Metzler, Meusburger a Ritter.

### Populační vývoj
Na konci roku 2002 činil podíl cizinců mezi obyvateli 6,8 %.

## Kultura a památky

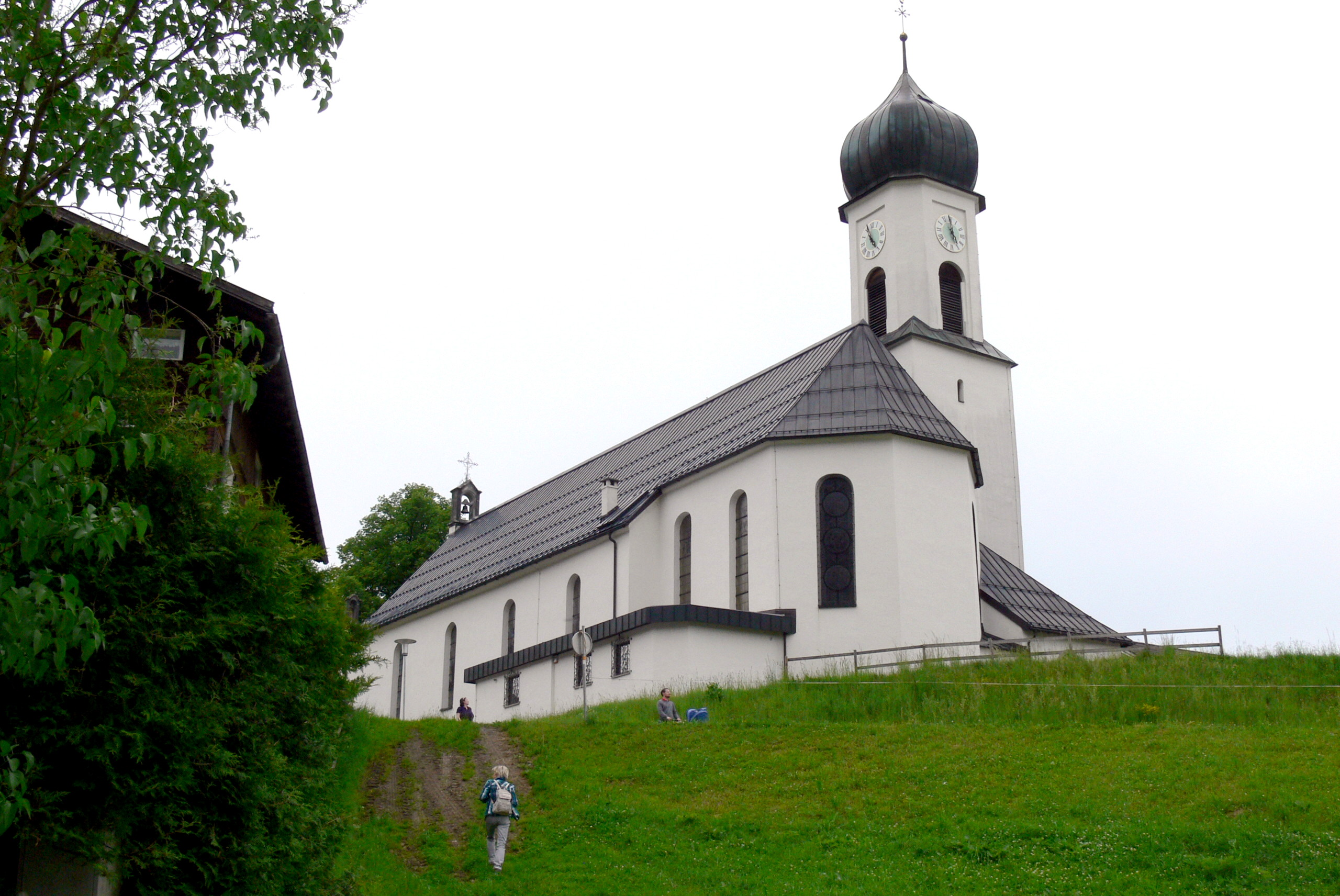
Farní kostel sv. Petra a Pavla (2012)

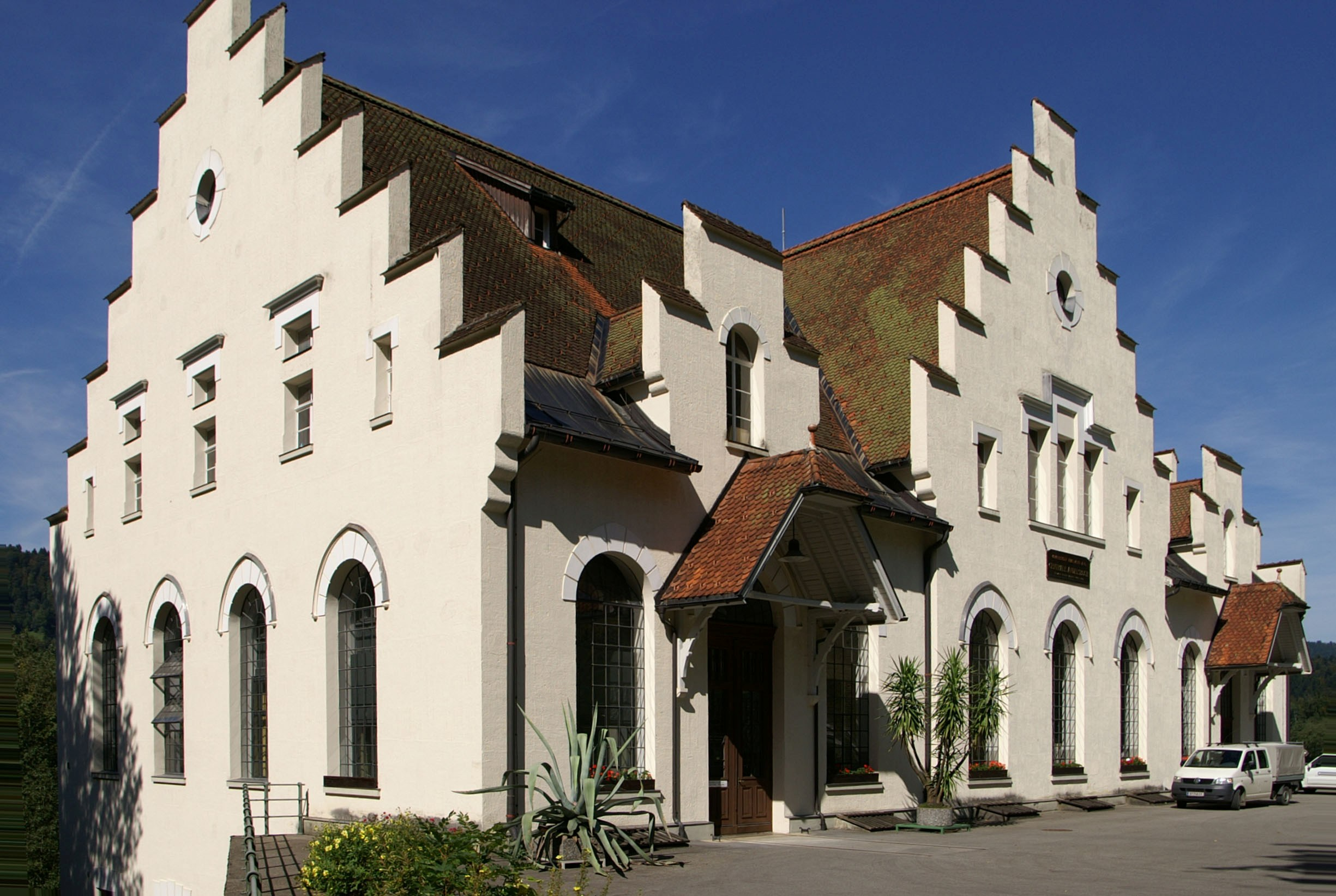
Elektrárna Andelsbuch

### Budovy a další stavby
- Farní kostel zasvěcený svatému Petru a svatému Pavlovi nechal postavit barokní stavitel Ignaz Beer (1664–1741), syn Michaela Beera, v letech 1715–1720. Michael Beer byl přímý předek andelsbuchské rodiny Bär, z nichž pocházeli mimo jiné dva místní starostové a krom toho také Jodok Bär, Josef Alois Karl Bär, Friedrich Bär, Ernst Bär a Johannes Bär. V polovině 19. století byl kostel prodloužen, zařízen v novorománském stylu a následně v letech 1997–2001 renovován. Na návsi před kostelem je velký válečný památník z roku 1929 s neobvyklým motivem: žena a dítě se snaží zabránit vojákovi jít do války, přičemž nápis říká: "Věnováno našim hrdinům Světové války 1914–1918 obcí Andelsbuch"
- Kaple svatého Martina a Vendelína – Kaple, postavená v letech 1672 až 1687 a přestavěná v roce 1869. Jedná se o jednoduchou stavbu s hřebenovou věžičku nad západním vstupním průčelím. Ve výklenku nad vchodem stojí postava svatého Martina. Strop v kostele je plochý. Oltář s oltářním obrazem sv. Mikuláše vznikl kolem roku 1870.
- Novogotický sloup Bezegg-Sul z roku 1871 na kopci mezi Andelsbuchem a Bezau připomíná Selskou republiku Bregenzského lesa.
- V obci stojí množství památkově chráněných staveb, architektonickém provedení typickém pro Bregenzský les. Jedná se například o Faru Andelsbuch, statek č. 134 či Pivovar Geser.
- Na návsi se nachází vesnická kašna, přezdívaná též vesnická louže.
- Elektrárna Andelsbuch, postavená v roce 1908, byla svého času jednou z největších a nejmodernějších elektráren v tehdejší rakousko-uherské monarchii.
- V obci sídlí sdružení Werkraum Bregenzerwald v jehož jedinečné budově prezentuje svá řemesla 80 místních řemeslníků z celého Bregenzského lesa.
- Andelsbuchská Sýrárna, která je součástí Sýrové cesty Bregenzským lesem, ukazuje, jak se vyrábí typický místní horský sýr (Bergkäse).
- Betonové vajíčko od firmy Oberhauser & Schedler Bau GmbH

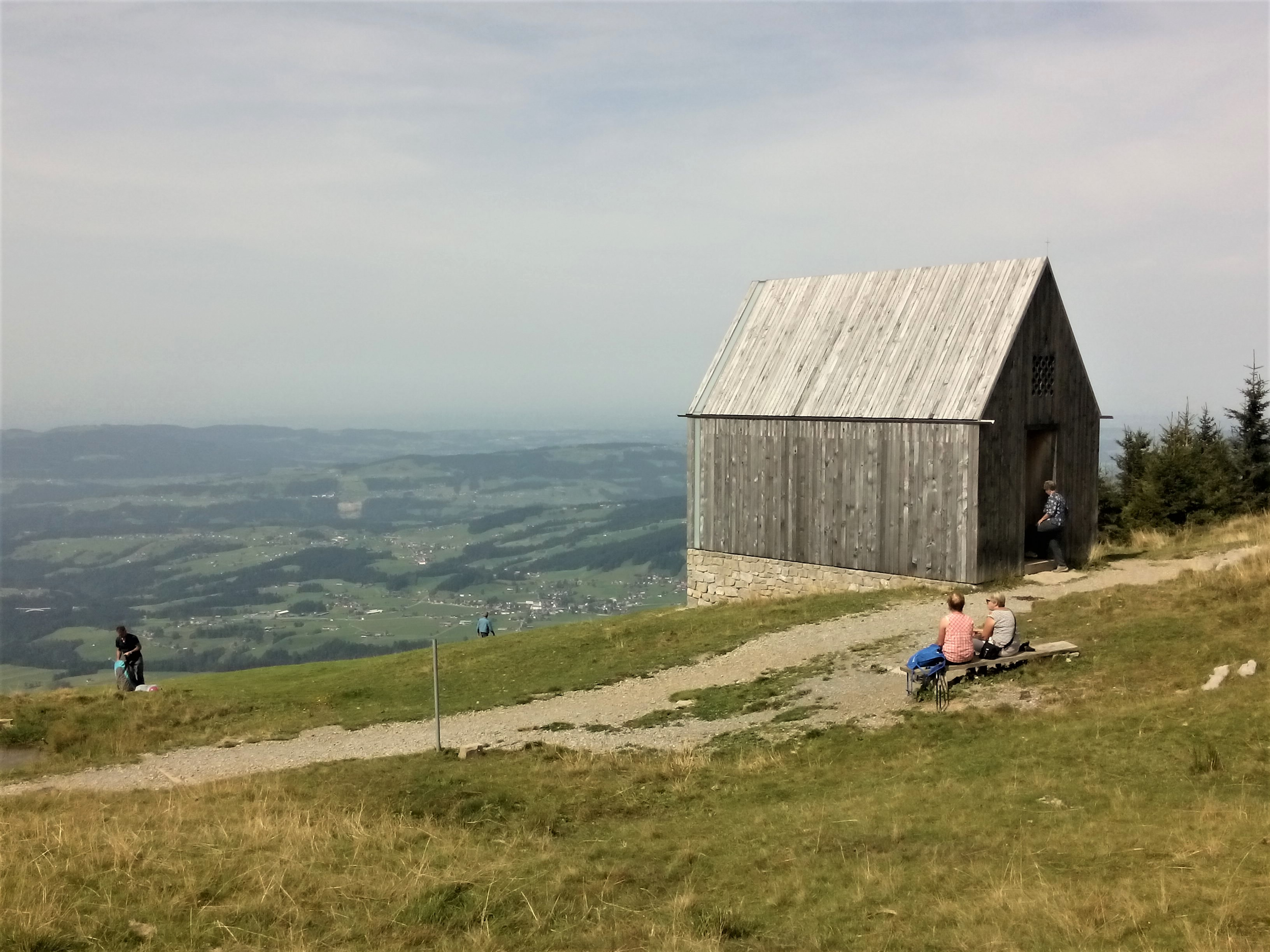
Kaple na Vordere Niedere

Z hlediska krajiny stojí za vidění horská chata Alpe Gerach a místní hora (horský masiv) Niedere. Kromě skvělých turistických stezek je hora také výchozím startovním bodem mnoha závěsných kluzáků a paraglidistů. Na horské louce Vordere Niedere stojí od roku 2008 kaple, jednoduchá moderní dřevostavba od bregenzského architektonického studia Cukrowicz Nachbaur.

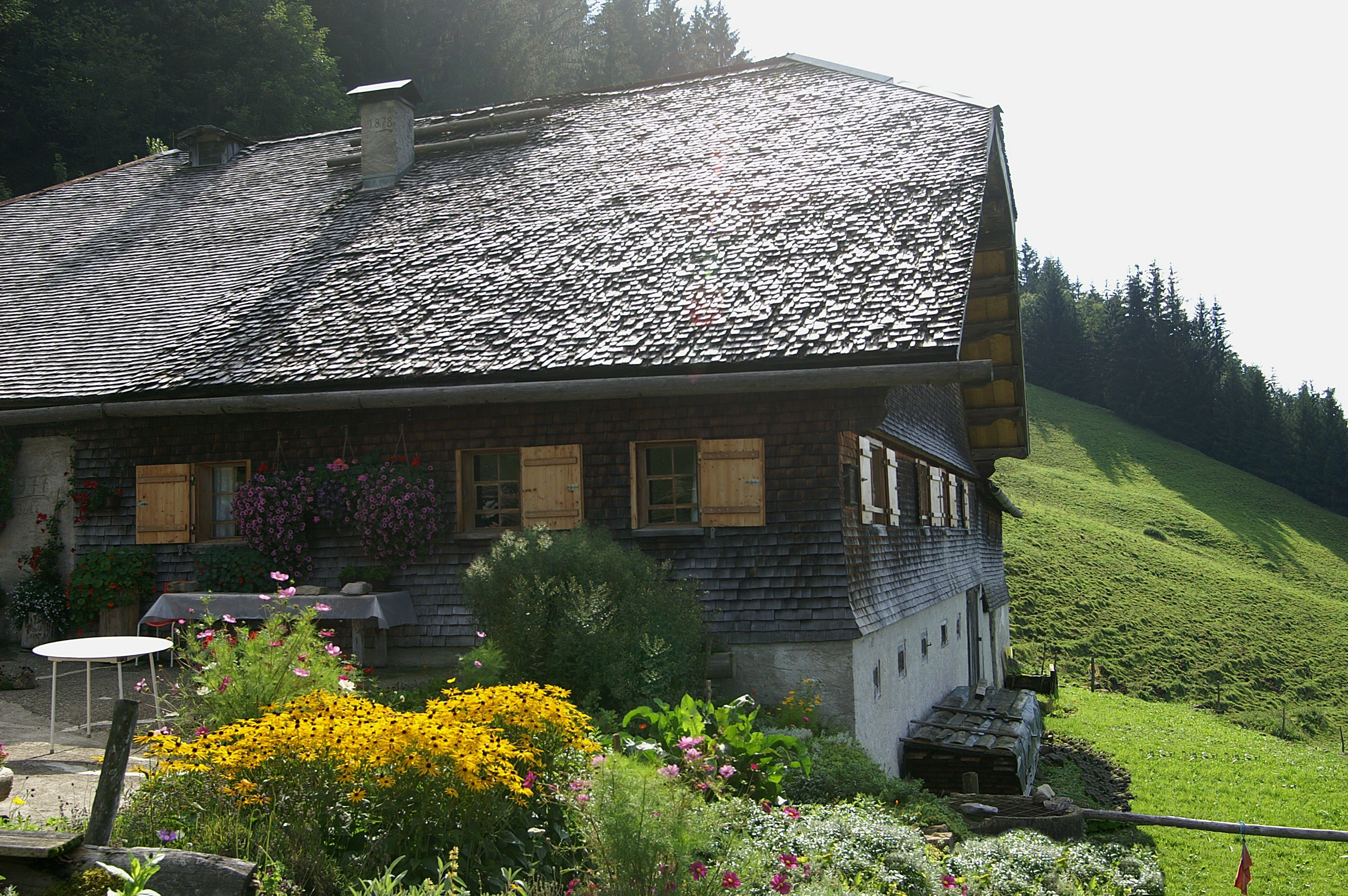
Alpe Gerach
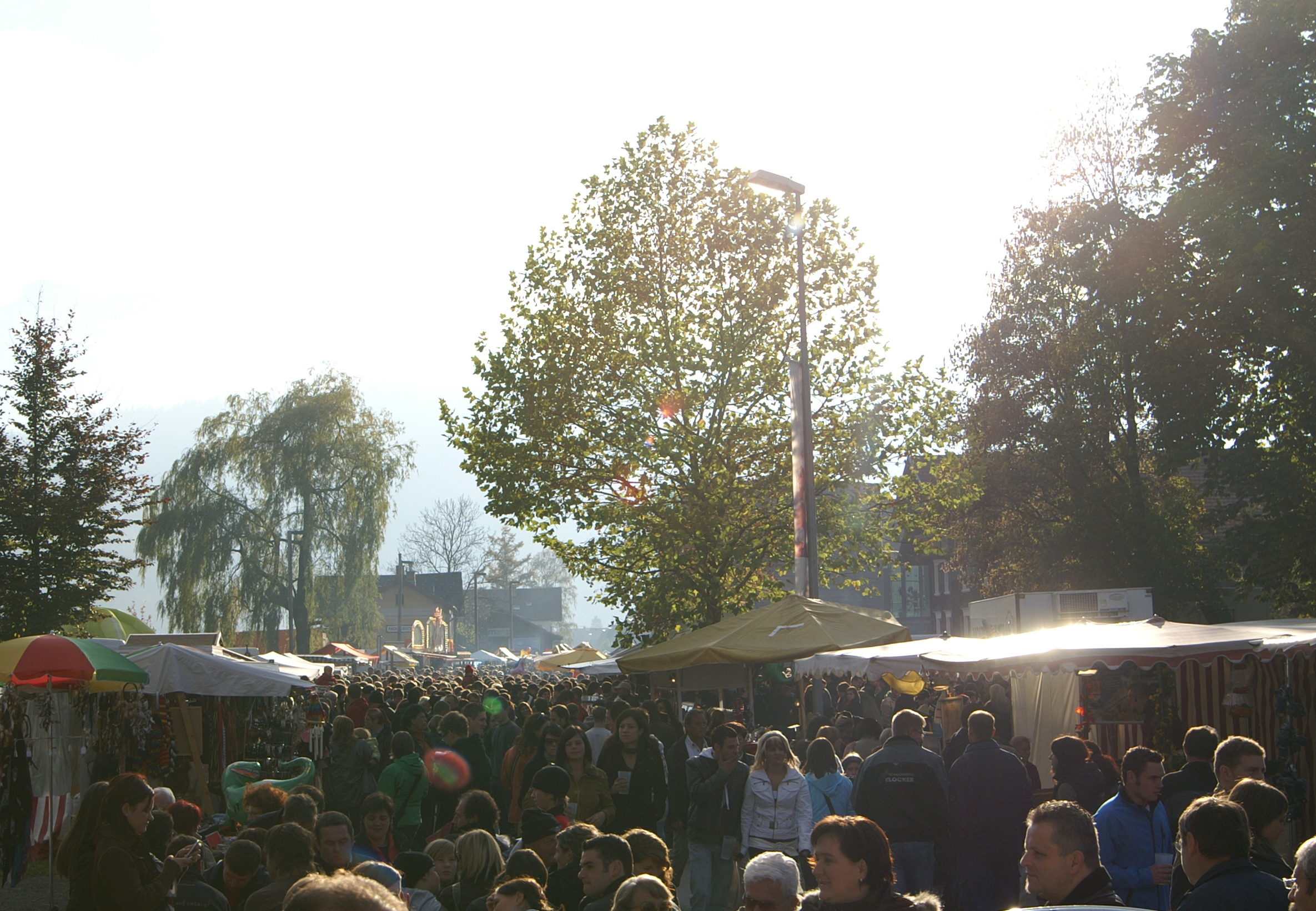
Kozí trh v roce 2007
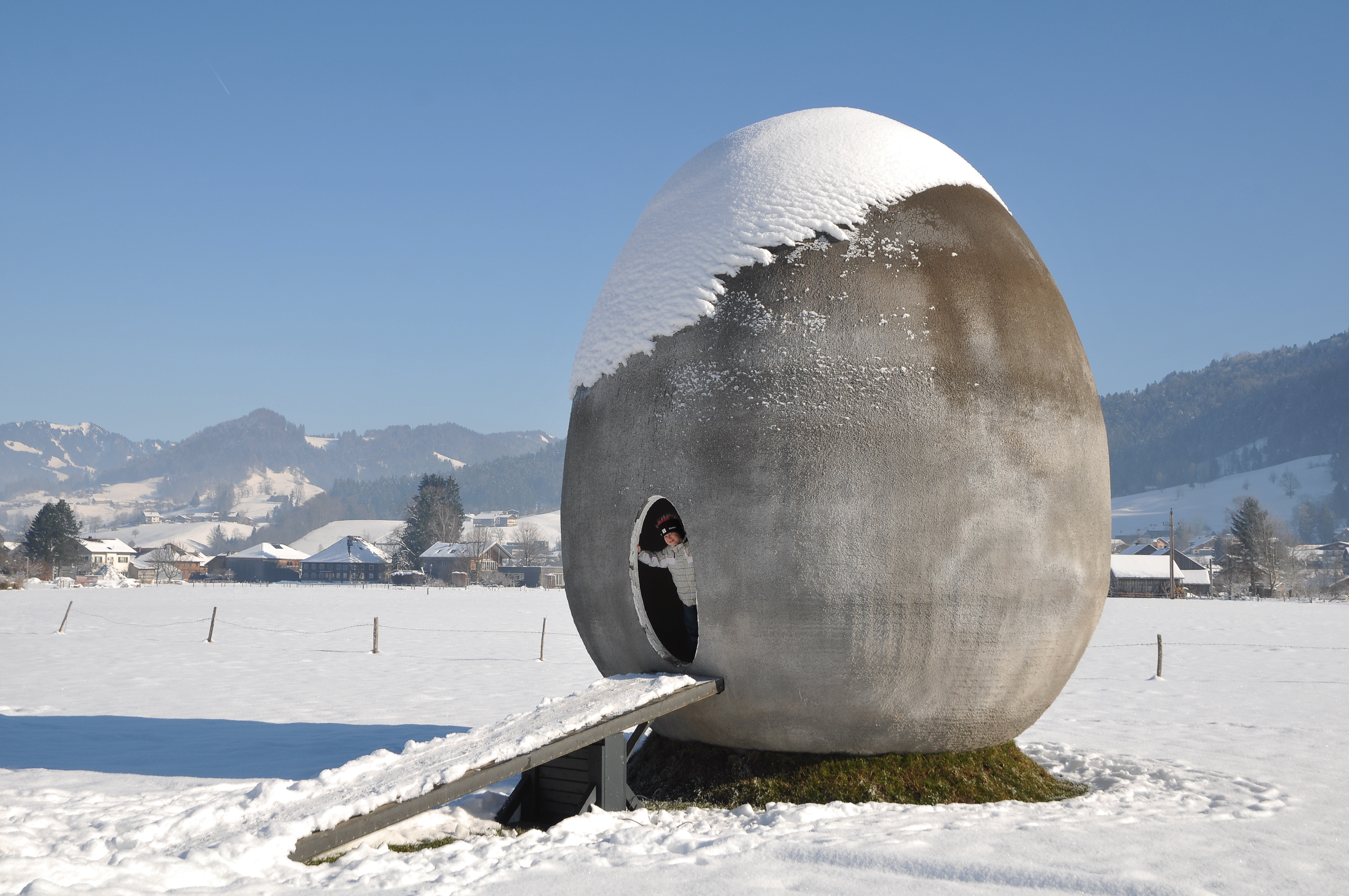
Betonové vajíčko
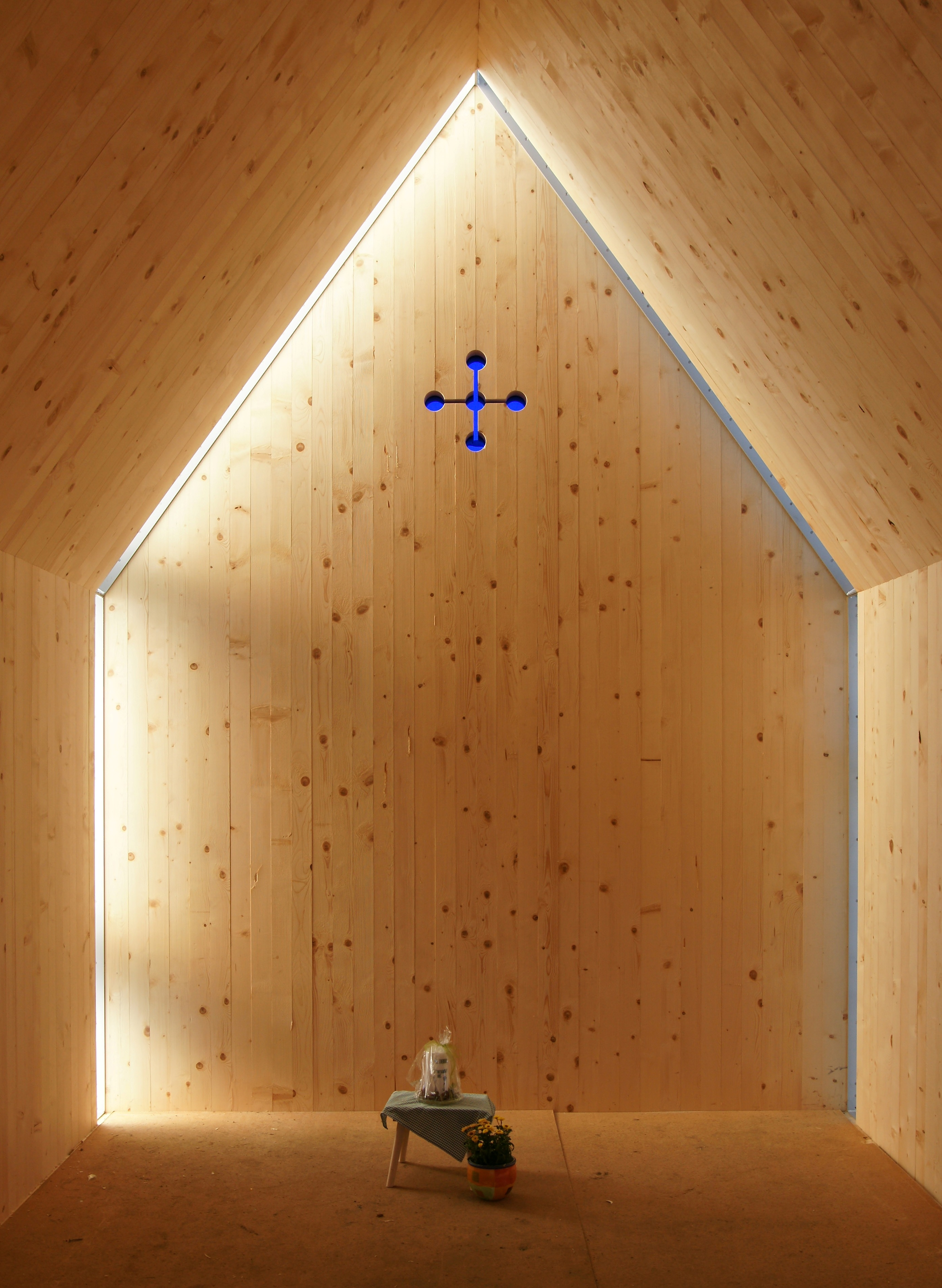
Kaple na Vordere Niedere
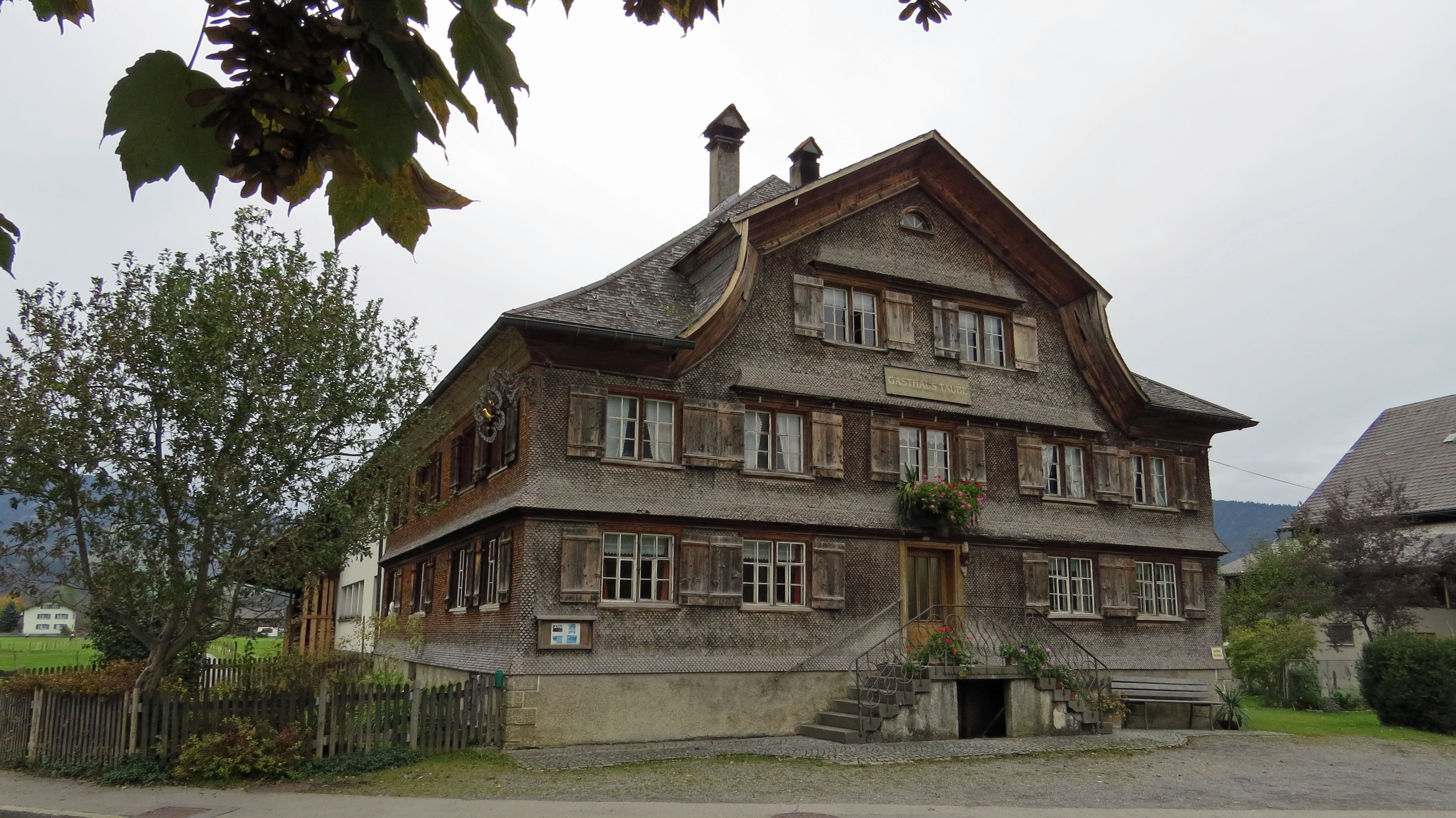
Hostinec Holub v Andelsbuchu
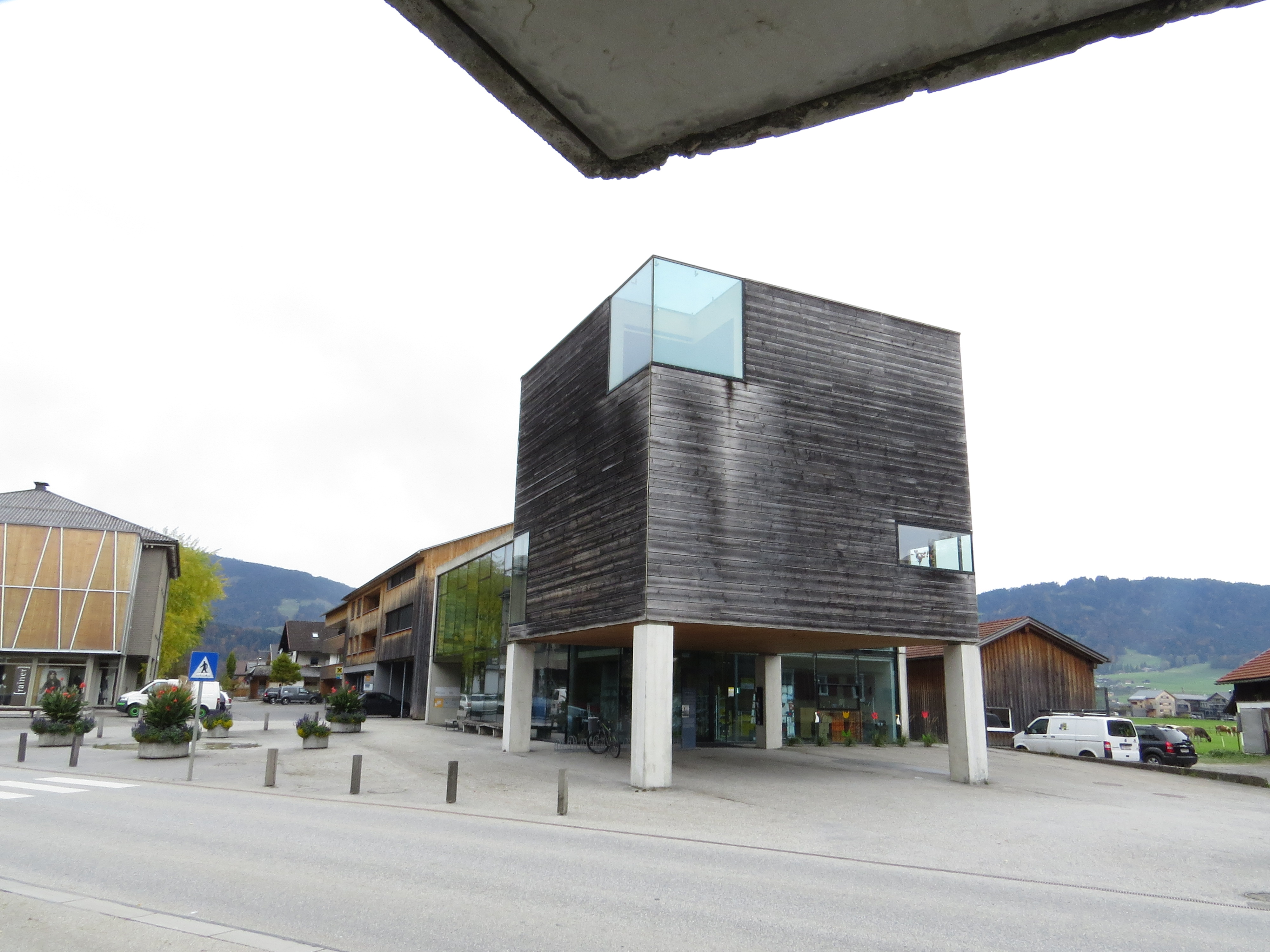
Obecní úřad Andelsbuch

### Sport
Fotbalový klub FC Andelsbuch, založený v roce 1962, oslavil v roce 2012 svoje 50. výročí jako šampion Vorarlberské ligy, čímž dosáhl svého největšího úspěchu, se kterým se zároveň zapsal do historie vorarlberského fotbalu: stal se prvním fotbalovým klubem z Bregenzského lesa, který postoupil Rakouské regionální ligy (Západ), třetí nejvyšší divize v Rakousku. Klub se na přelomu tisíciletí rozhodl, že bude nastupovat především s vlastními hráči; pouze čtyři hráči družstva mohou pocházet mimo obec. 
Letecký klub Andelsbuch provozuje letuschopný Jakovlev Jak-52 a usiluje o jeho zachování v perfektním stavu.

### Pravidelné akce
Zdaleka nejlepší událostí v Andelsbuchu a zároveň jedním z největších trhů v regionu je Výstava koní a koz, konající se vždy 26. října. Hlavní ulice obce se tento den mění v asi kilometr dlouhou tržní uličku, po které proudí tisíce návštěvníků.

## Ekonomika a infrastruktura
V roce 2003 sídlilo v Andelsbuchu 57 obchodních společností se 480 zaměstnanci a 60 učni. Zaměstnanců podléhajících dani z příjmu bylo 1011. Turistika a cestovní ruch jsou pro Andelsbuch klíčové. V turistickém roce 2001/02 proběhlo v obci celkem 35 732 přenocování. Také zemědělství hraje důležitou roli. Podíl zemědělské půdy na celkové výměře obce je 41,2 %.

### Vzdělání
V Andelsbuchu je mateřská a základní škola s 135 žáky (k lednu 2003).

## Politika

### Obecní zastupitelstvo
Obecní zastupitelstvo Andelsbuchu se skládá z 21 členů. V komunálních volbách do zastupitelstva v roce 2015 probíhala volba pomocí jednotné listiny, na tomto Seznamu občanů Andelsbuchu bylo uvedeno všech 21 členů zastupitelstva obce. De facto lze tvrdit, že v Andelsbuchu nyní probíhá "vláda jedné strany".

### Starosta
V přímé volbě starosty byl v roce 2010 zvolen Bernhard Kleber se ziskem 94,94 % hlasů. Tento výsledek se opakoval v komunálních volbách v roce 2020, přičemž Bernhard Kleber byl potvrzen ve funkci s 87,61 % hlasů. Volební účast činila 59,32 %.
Seznam starostů od roku 1806:
- 1806–1810: Jakob Ritter (1740–1812), zakladatel pivovaru Andelsbuch (založen 1770)[10]
- 1810–1849: Michael Jäger (1767–1850)
- 1849: Kašpar Lipburger (1785–1853)
- 1850–1861: Franz Ägid Ritter (1808–1875)
- 1861–1863: Peter Bilgeri (1798–1896), první mezinárodní vývozce sýrových výrobků z Bregenzského lesa[11]
- 1863–1867: Jodok Bär (1806–1886)
- 1867–1876: Anton Metzler (1815–1878)
- 1876–1880: Anton Lipburger (1827–1913, poštmistr) ∞ Maria Barbara Feurstein (1827–1887)
- 1888–1897: Jodok Fink (1853–1929)
- 1897–1909: Johann Geser (1850–1923)
- 1909–1919: Josef Ritter (1856–1922)
- 1919–1938: Johann Kaspar Geser (1881–1948, člen NSDAP) ∞ Anna Fink (1891–1966), dcera Jodoka Finka
- 1938–1939: Franz Pfanner (1894–1983, člen NSDAP)
- 1940–1946: Anton Fink (1890–1966, člen NSDAP) , syn Jodoka Finka ∞ Maria Geser (1893–1984), dcera Johanna Gesera (starosta v letech 1897–1909) a Marie Anny Lipburger (1860–1919 )
- 1946–1950: Jodok Anton Bär (1875–1961)
- 1950–1962: Anton Fink (již starosta od roku 1940 do roku 1946)
- 1962–1975: Peter Jäger (1907–1991, bývalý člen NSDAP)
- 1975–1995: Ferdinand Kohler (* 1935)
- 1995–2010: Anton Wirth (* 1949)
- od roku 2010: Bernhard Kleber (* 1967)

### Obecní znak
Pečeť obce původně používala symbol jedle (jako téměř všechny obce v Bregenzském lese). Dne 9. dubna 1930 byl obci od vorarlberské zemské vlády udělen nový znak. Zobrazuje stříbrný štít, na kterém je stoupající modrý hrot vypouklý směrem ven. Ve štítu je zobrazen sloup Bezegg-Sul. Vpravo a vlevo v horních rozích jsou dvě modré hvězdy. V originále je štít obklopen bronzově zbarveným lemováním. Na samotném sloupu je zobrazena i jedle, která byla po staletí používána v pečeti obce. Byl vynechán symbolický odkaz na dříve existující nižší a vyšší soudní pravomoce obce (viz znak obce Egg).

## Osobnosti

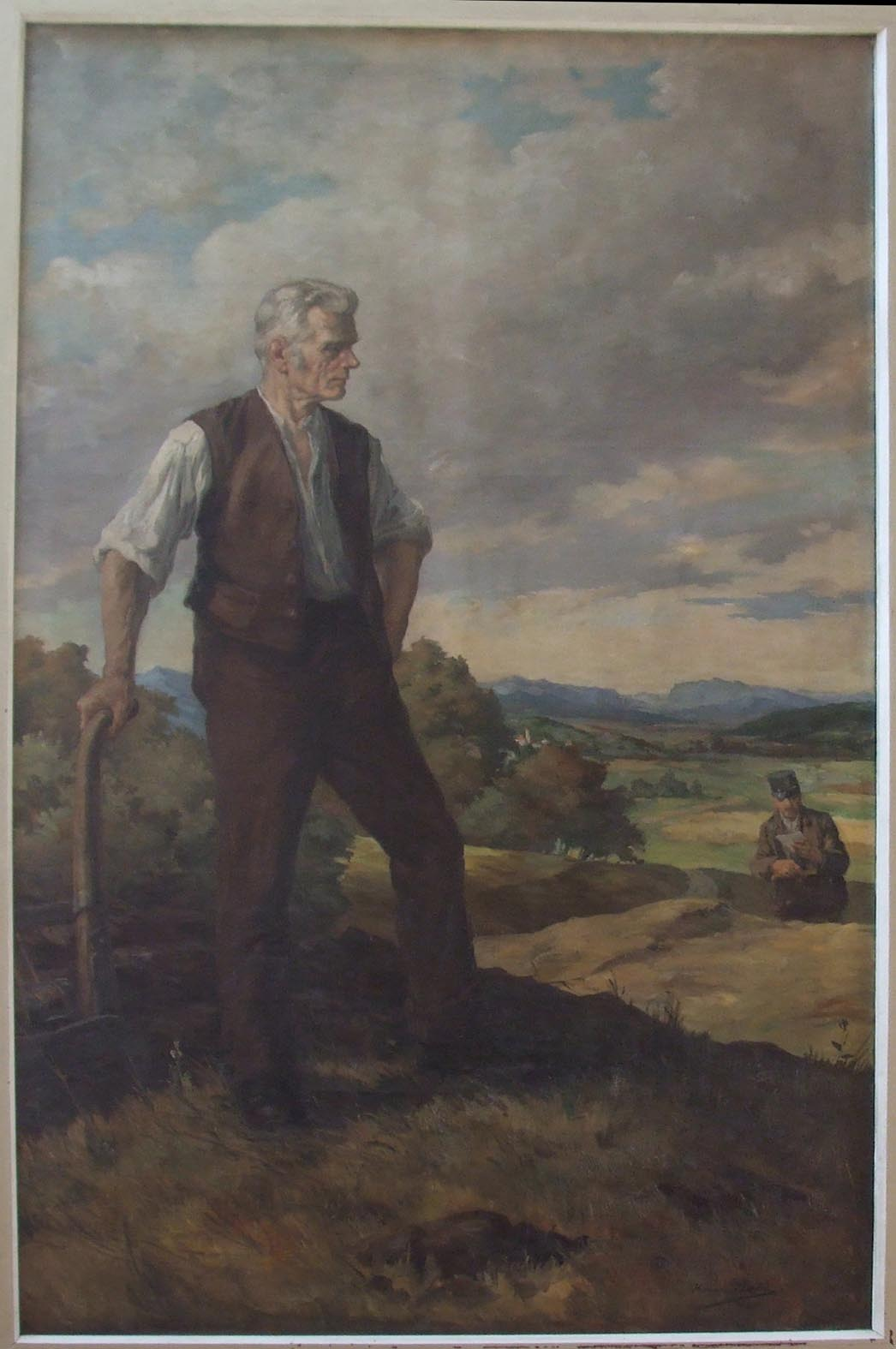
Jodok Fink, portrét na radnici v Andelsbuchu

### Významní rodáci
- Jos Metzler (1574–1639), mnich, právník, spisovatel (působil zejména ve švýcarském městě St. Gallen)
- Gabriel Ignaz Ritter (1732–1813), sochař a stavitel (např. kostel "Notre Dame" ve francouzském městečku Guebwiller)
- Joseph Lipburger (1754–1831), převor Buxheimského kláštera a kartouzy v Ittingenenu
- Anton Mätzler (1780–1857), teolog a spisovatel, kanovník v Augsburgu
- Joseph Alois Fink (1796–1845), knihař, mechanik a vynálezce
- Josef Feldkircher (1812–1851), kněz a spisovatel
- Jodok Bär (1825–1897), lékař, autor a místní historik
- Jodok Fink (1853–1929), politik (CS), starosta od roku 1888 do roku 1897
- Josef Kennerknecht (1875–1949), politik (CS)
- Barnabas Fink (1867–1947), politik (CS)
- Josef Andreas Feuerstein (1891–1969), politik (ÖVP)
- Alfons Fritz (1900–1933), stavitel a architekt
- Pius Fink (1903–1983), politik (ÖVP)
- Hubert Berchtold (1922–1983), malíř a grafik
- Gottfried Feurstein (* 1939), politik (ÖVP)
- Kaspanaze Simma (* 1954), politik (Zelení)
- Alois Lipburger (1956–2001), skokan na lyžích a trenér
- Sandra Urach (* 1976), běžkyně na dlouhé tratě a národní šampionka v maratonu v roce 2017
- Karl-Heinz Dorner (* 1979), skokan na lyžích
- Johannes Bär (* 1983), jazzový a besední hudebník
- Bernhard Feuerstein (* 1983), politik (ÖVP) a zemědělec
- Susanne Moll (* 1987), snowboardistka
- Ramona Düringer (* 1989), biatlonista

### Lidé se vztahem k obci
- Friedrich Wilhelm Schindler (* 1856 Mollis, Švýcarsko; † 1920 Kennelbach, Rakousko), rakouský podnikatel a vynálezce, průkopník ve výstavbě elektrického napájení ve Vorarlbersku a propagátor výstavby elektrárny Andelsbuch.
- Gabriel Narutowicz (* 1865 v Telšiai (Litva); † 1922 ve Varšavě), inženýr a profesor, řídil stavbu elektrárny Andelsbuch, první zvolená hlava státu Druhé Polské republiky, stal se obětí atentátu krátce po svém zvolení.
- Friedrich Bär (1908–1992), rakousko-německý chemik, lékař a vysokoškolský pedagog, pocházel z Andelsbuchské rozvětvené rodiny Bärů a své mládí prožil v Bregenzském lese.
- Martina Rüscher (* 1972 v Innsbrucku), rakouská politička (ÖVP), členka zemské vlády Vorarlberska, s rodinou žije v Andelsbuchu.